# Lisbeth Hockey
Lisbeth Hockey geb. Hochsinger (* 17. Oktober 1918 in Graz/Österreich; † 16. Juni 2004 in Edinburgh/Schottland) war eine austrobritische Pflegewissenschaftlerin, Leiterin der Abteilung für Pflegeforschung der Universität Edinburgh und Theoretikerin der Gemeindepflege.

## Leben
Lisbeth Hochsinger wurde als zweite Tochter des Grazer Architekten Anton Hochsinger und dessen Ehefrau Margarethe geboren. Sie legte die Reifeprüfung 1936 am „Franz-Ferdinand-Oberlyzeum“ in Graz ab. Im Jahr 1936 begann Lisbeth Hochsinger ein Studium der Medizin an der Karl Franzens Universität in Graz. Sie besuchte Vorlesungen bei dem Anatomen Anton Hafferl (1886–1959). Hochsinger konnte das Studium, aufgrund jüdischer Vorfahren, nach dem „Anschluss Österreichs“ 1938 nicht weiterführen. Ihre Eltern wurden während des Dritten Reiches im Konzentrationslager ermordet. 1938 gelang Lisbeth Hochsinger mit Hilfe der Quäker die Flucht nach England (Devon). Sie war dort zunächst als Kindermädchen tätig. 1939 begann sie mit einer Ausbildung zur Krankenschwester (damalige Berufsbezeichnung) am „London Hospital“. Da sie keine englische Staatsangehörigkeit besaß, konnte sie auch diese Ausbildung nicht zu Ende führen. Deshalb absolvierte sie zwischen 1941 und 1943 eine Ausbildung zur „Fever Nurse“. Hier gab es keine Beschränkungen für die Arbeitsbewilligung, weil Infektionskrankheiten gefährlich waren. Im Anschluss daran konnte Hochsinger ihre Ausbildung zur „General Nurse“ im „Watford Memorial Hospital“ in Hertfordshire beenden. Es folgten Fortbildungen zur „District Nurse“ und zum „Health Visitor“. Im Jahr 1948 wurde sie britische Staatsbürgerin und änderte ihren Nachnamen in „Hockey“. 1963 führte sie am „Queen's Institute of District Nursing“ eine Studie zur Ausbildung von „District Nurses“ durch und konnte anschließend eine entsprechende Forschungsabteilung einrichten. 1970 erhielt sie den Bachelorabschluss in Wirtschaft der University of London. Von 1972 bis 1982 war Lisbeth Hockey Leiterin der Abteilung für Pflegeforschung an der Universität Edinburgh. Diese Abteilung war die erste derartige Abteilung in Europa. Sie holte die ebenfalls aus Österreich (Wien) stammende Pflegewissenschaftlerin Annie Altschul (1919–2001) als Dozentin an ihr Institut. Auch Altschul hatte Österreich nach dem „Anschluß“ verlassen müssen. Im Oktober 1973 weilte Hockey, gemeinsam mit der deutschen Pflegewissenschaftlerin Ruth Schröck an der Schwesternschule der Universität Heidelberg, um sich fortzubilden. Sie signierte das Gästebuch. 1979 folgte die Promotion Hockeys zum Thema des „District Nursing“, also zur Gemeindekrankenpflege. Hockey erhielt zahlreiche Ehrendoktorate. Vor allem nach ihrer Pensionierung im Jahr 1982 engagierte sie sich in der österreichischen Pflegewissenschaft. Sie hielt, auf Anraten der Pflegedirektorin Elisabeth Seidl (* 1939),  Vorträge an der Pflegeschule des Rudolfinerhauses in Wien in Wien und folgte Einladungen der Universität Graz zu pflegewissenschaftlichen Seminaren. 1987 wurde sie Ehrenmitglied des Österreichischen Krankenpflegeverbands. 
Lisbeth Hockey war die Begründung der „International Collaboration for Community Health Nursing research (ICCHNR)“ im Jahr 1995.

## Werke
- Lisbeth Hockey (1966): Feeling the Pulse.
- Lisbeth Hockey & Jill Macleod Clark (1981): Research for nursing. Education for care. London: HM+M Publ.
- Lisbeth Hockey (1982): Der Arbeitsplatz: Wer hilft Schwester? In: Österreichische Krankenpflegezeitschrift, Nr. 05, S. 133 f.
- Lisbeth Hockey (1983): Primary Care Nursing. Edinburgh: Verlag Churchill Livingstone.